# Bukhara Womens 2014
Il Bukhara Womens 2014 è stato un torneo di tennis facente parte della categoria ITF Women's Circuit nell'ambito dell'ITF Women's Circuit 2014. Il torneo si è giocato a Bukhara in Uzbekistan dal 26 maggio al 1º giugno 2014 su campi in cemento e aveva un montepremi di $25,000.

## Vincitrici

### Singolare
Akgul Amanmuradova ha battuto in finale  Veronika Kapshay con il punteggio di 6–3, 7–5

### Doppio
Veronika Kapshay /  Sabina Sharipova hanno battuto in finale  Nigina Abduraimova /  Akgul Amanmuradova con il punteggio di 6–4, 6–4